# Centaurea fusiformis
Centaurea fusiformis — вид квіткових рослин айстрових (Asteraceae). Ендемік пн. Іраку. 

## Морфологічна характеристика
Centaurea fusiformis може досягати висоти приблизно від 30 до 80 сантиметрів. Стебла прямовисні та жорсткі. Листки від ланцетних до лінійних, ростуть почергово вздовж стебла. Квіти різняться за кольором набуваючи відтінків пурпурового, рожевого або блакитного. Етимологія: лат. fusiformis — «веретеноподібний», що описує унікальну структуру його квіткових голів.